# Habrocestum
Habrocestum es un género de arañas araneomorfas de la familia Salticidae.

## Taxonomía
Comprende las siguientes especies:
- Habrocestum africanum Wesolowska & Haddad, 2009
- Habrocestum albimanum Simon, 1901
- Habrocestum albopunctatum Wesolowska & van Harten, 2002
- Habrocestum algericum Dalmas, 1920
- Habrocestum arabicum Prószyński, 1989
- Habrocestum auricomum Haddad & Wesolowska, 2013
- Habrocestum bovaei (Lucas, 1846)
- Habrocestum dubium Wesolowska & van Harten, 2002
- Habrocestum egaeum Metzner, 1999
- Habrocestum ferrugineum Wesolowska & van Harten, 2002
- Habrocestum flavimanum Simon, 1901
- Habrocestum formosum Wesolowska, 2000
- Habrocestum gibbosum Wesolowska & van Harten, 2007
- Habrocestum graecum Dalmas, 1920
- Habrocestum hantaneensis Kanesharatnam & Benjamin, 2016
- Habrocestum hongkongiense Prószyński, 1992
- Habrocestum ibericum Dalmas, 1920
- Habrocestum ignorabile Wesolowska & van Harten, 2007
- Habrocestum inquinatum Wesolowska & van Harten, 2002
- Habrocestum kodigalaensis Kanesharatnam & Benjamin, 2016
- Habrocestum latifasciatum (Simon, 1868)
- Habrocestum laurae Peckham & Peckham, 1903
- Habrocestum lepidum Dalmas, 1920
- Habrocestum longispinum Sankaran, Malamel, Joseph & Sebastian, 2019[2]
- Habrocestum luculentum Peckham & Peckham, 1903
- Habrocestum naivasha Dawidowicz & Wesolowska, 2016
- Habrocestum namibicum Wesolowska, 2006
- Habrocestum nigristernum Dalmas, 1920
- Habrocestum ohiyaensis Kanesharatnam & Benjamin, 2016
- Habrocestum ornaticeps Simon, 1868)
- Habrocestum panjabium Roewer, 1951
- Habrocestum papilionaceum (L. Koch, 1867)
- Habrocestum peckhami Rainbow, 1899
- Habrocestum penicillatum Caporiacco, 1940
- Habrocestum personatum Wesolowska & Russell-Smith, 2011
- Habrocestum pullatum Simon, 1876
- Habrocestum punctiventre Keyserling, 1882
- Habrocestum sapiens (Peckham & Peckham, 1903)
- Habrocestum schinzi Simon, 1887
- Habrocestum shulovi Prószyński, 2000
- Habrocestum simoni Dalmas, 1920
- Habrocestum socotrense Wesolowska & van Harten, 2002
- Habrocestum speciosum Wesolowska & van Harten, 1994
- Habrocestum subdotatum Caporiacco, 1940
- Habrocestum subpenicillatum Caporiacco, 1941
- Habrocestum superbum Wesolowska, 2000
- Habrocestum tanzanicum Wesolowska & Russell-Smith, 2000
- Habrocestum verattii Caporiacco, 1936
- Habrocestum virginale Wesolowska & van Harten, 2007